# 艾龙圣母村
艾龙圣母村（法語：Airon-Notre-Dame，法語發音：[ɛʁɔ nɔtʁ dam]）是法国上法兰西大区加来海峡省的一个市镇，位于该省西南部，属于蒙特勒伊区。

## 地理
艾龙圣母村（50°26'12"N, 1°39'33"E）面积5.05 平方千米，位于法国上法蘭西大區加来海峡省，该省份为法国北部沿海省份，西北濒北海，南至索姆省，东临北部省。
与艾龙圣母村接壤的市镇（或旧市镇、城区）包括：圣欧班、梅利蒙、朗迪弗利耶、索吕、阿龙圣瓦斯特、大康皮尼厄勒。

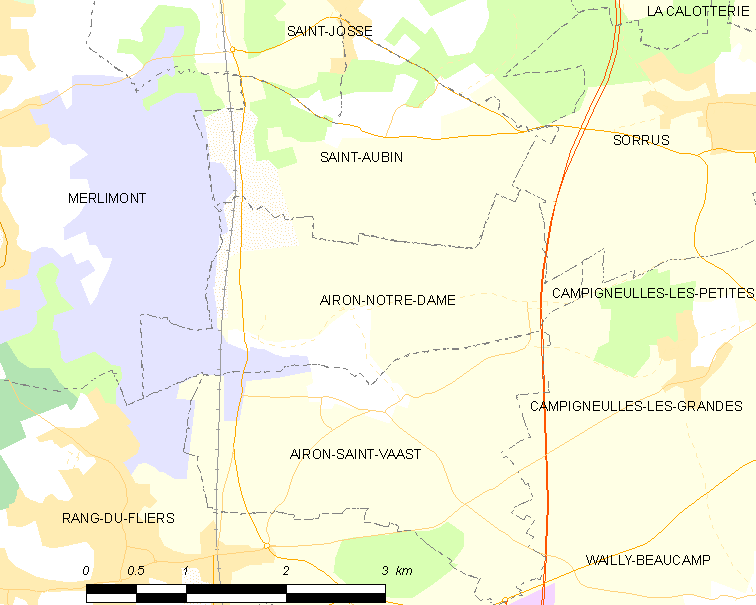
艾龙圣母村的OSM定位图

艾龙圣母村的时区为UTC+01:00、UTC+02:00（夏令时）。

## 行政
艾龙圣母村的邮政编码为62180，INSEE市镇编码为62015。

## 政治
艾龙圣母村所属的省级选区为贝尔克县。

## 人口

1962-2008年间艾龙圣母村人口变化图示

艾龙圣母村于2022年1月1日时的人口数量为259人。